# 参宿

参宿図（古今図書集成）

参宿（しんしゅく）、和名は唐鋤星（からすきぼし）、二十八宿の一つで西方白虎七宿の第7宿。距星はオリオン座ζ星（三つ星の東端の星）またはδ星（三つ星の西端の星）。『史記』天官書や『漢書』天文志では白虎を参宿の別名とする。

## 星官
主体となる星官（星座）としての参は、オリオン座のζ星、ε星、δ星、α星、γ星、κ星、β星の7つの星によって構成される。なお「参」の字音は「サン」ではなく「シン（shen）」である（人参「ニンジン」同様）。
参宿の距星は、本来はオリオン座δ星であったが、歳差や恒星の固有運動のために明代頃には觜宿の距星を西に越えてずれ込んでいた。つまり、觜宿と参宿の順序が逆になってしまっていた。このため参宿の距星を別の星に置くなどの措置が取られるようになった。

## 天区内の星官
参宿には7つの星官がある。
| 星官 | 英名          | 意味           | 星座                      | 星数 | 西洋星名への比定（特記のない場合は「星官名+1、2...」の順番） |
| ---- | ------------- | -------------- | ------------------------- | ---- | ------------------------------------------------------------ |
| 参   | Three stars   | 三ツ星         | オリオン座                | 7    | ζ Ori、ε Ori、δ Ori、α Ori、γ Ori、κ Ori、β Ori              |
| 伐   | Punishment    | 討伐           | オリオン座                | 3    | 42 Ori、θ Ori、ι Ori                                         |
| 玉井 | Jade well     | 玉で作った井戸 | オリオン座 / エリダヌス座 | 4    | λ Eri、ψ Eri、β Eri、τ Ori                                   |
| 軍井 | Military well | 軍の井戸       | うさぎ座                  | 4    | ι Lep、κ Lep、λ Lep、ν Lep                                   |
| 屏   | Screen        | 屏風           | うさぎ座                  | 2    | μ Lep、ε Lep                                                 |
| 厠   | Toilet        | トイレ         | うさぎ座                  | 4    | α Lep、β Lep、γ Lep、δ Lep                                   |
| 屎   | Excrement     | 排泄物         | はと座                    | 1    | μ Col                                                        |

## 暦注
普請・旅行・開店等が吉といわれる。